# Катерина Малејева
Катерина Георгијева Малејева (буг. Катерина Георгиева Малеева; рођена 7. маја 1969) је бивша бугарска тенисерка, која је професионално наступала од 1984. до 1997. године. У појединачној конкуренцији, у којој је заузимала шесту позицију, освојила је једанаест турнира и достигла четвртфинала на сва четири гренд слем турнира. Такође је достигла финале Отвореног првенства Сједињених Држава у паровима, у којима јој је највиша позиција било 24. место. Њене две сестре — старија Мануела и млађа Магдалена — такође су се успешно бавиле тенисом. Малејева је као јуниорка освојила Отворено првенство Америке 1984, а у каријери је остварила победе над тенисеркама као што су Мартина Навратилова, Аранча Санчез Викарио, Габријела Сабатини, Мери Џо Фернандез, Кончита Мартинез, Џенифер Капријати, Хелена Сукова и Јана Новотна.

## Детињство и приватни живот
Катерина Малејева рођена је 7. маја 1969. у Софији, као друга од три кћерке Јулије Берберијан и Георгија Малејева. Јулија Берберијан, потомак угледне јерменске породице која је након масакрирања Јермена у доба Османског царства 1896. избегла у Бугарску, била је најбоља бугарска тенисерка током шездесетих година 20. века, а касније је водила и Фед куп репрезентацију Бугарске. Након завршетка своје каријере, Берберијан је почела да ради као тениски тренер, и представила тенис својим трима кћеркама — Мануели, Катерини и Магдалени — а све три су касније постале успешне професионалне тенисерке, и нашле се међу шест најбољих тенисерки на свету; Мануела као број три, а Магдалена број четири.
За свог тренера Георгија Столменова удала се 9. јула 1994. у Софији. Заједно са мајком и две сестре у Софији је 2005. отворила тениски клуб Малееви. Женска тениска асоцијација је 2003. у Цириху уручила Малејевој специјалну награду за учешће у разним тениским програмима ВТА.

## Резултати против сестара
Катерина Малејева се са млађом сестром Магдаленом састајала четири пута — на Отвореном првенству Сједињених Држава 1990. и 1993, Отвореном првенству Аустралије 1991. и Канада опену 1991 — и у сва четири сусрета тријумфовала. Против старије сестре Мануеле играла је чак девет пута; осам пута је побеђивала Мануела, а Катерина једном.

## Статистике у каријери

### Гренд слем финала у паровима (0–1)
| Исход | Година | Турнир                               | Подлога | Партнерка  | Противнице                         | Резултат |
| Пораз | 1994   | Отворено првенство Сједињених Држава | Тврда   | Робин Вајт | Јана Новотна Аранча Санчез Викарио | 6–3, 6–3 |

### ВТА појединачна финала (11–9)
| Легенда: Пре 1988.    | Легенда:Од 1988.   |
| --------------------- | ------------------ |
| Гренд слем (0/0)      |                    |
| ВТА шампионат (0/0)   |                    |
| Вирџинија Слимс (4/1) | Тијер I (0/2)      |
| Вирџинија Слимс (4/1) | Тијер II (0/1)     |
| Вирџинија Слимс (4/1) | Тијер III (2/2)    |
| Вирџинија Слимс (4/1) | Тијер IV и V (5/3) |

| Исход  | #   | Датум    | Турнир         | Подлога | Противница            | Резултат         |
| Победа | 1.  | 01–04–85 | Сибрук Ајланд  | Шљака   | Виргинија Рузици      | 6–3, 6–3         |
| Пораз  | 1.  | 22–04–85 | Орландо        | Шљака   | Мартина Навратилова   | 6–1, 6–0         |
| Победа | 2.  | 04–11–85 | Хилверсум      | Тепих   | Карина Карлсон        | 6–3, 6–2         |
| Победа | 3.  | 13–04–87 | Токио          | Тврда   | Барбара Џеркен        | 6–2, 6–3         |
| Победа | 4.  | 05–10–87 | Атина          | Шљака   | Жули Алар             | 6–0, 6–1         |
| Пораз  | 2.  | 29–02–88 | Сан Антонио    | Тврда   | Штефи Граф            | 6–4, 6–1         |
| Пораз  | 3.  | 25–07–88 | Хамбург        | Шљака   | Штефи Граф            | 6–4, 6–2         |
| Победа | 5.  | 24–10–88 | Индијанаполис  | Тврда   | Зина Гарисон          | 6–3, 2–6, 6–2    |
| Победа | 6.  | 24–07–89 | Боштад         | Шљака   | Сабина Хак            | 6–1, 6–3         |
| Пораз  | 4.  | 31–07–89 | Софија         | Шљака   | Изабел Куето          | 6–2, 7–6(3)      |
| Победа | 7.  | 16–10–89 | Бајон          | Тврда   | Кончита Мартинез      | 6–2, 6–2         |
| Победа | 8.  | 30–10–89 | Индијанаполис  | Тврда   | Рафаела Ређи          | 6–4, 6–4         |
| Победа | 9.  | 26–03–90 | Хјустон        | Тврда   | Аранча Санчез Викарио | 6–1, 1–6, 6–4    |
| Пораз  | 5.  | 16–04–90 | Тампа          | Шљака   | Моника Селеш          | 6–1, 6–0         |
| Пораз  | 6.  | 30–07–90 | Монтреал       | Тврда   | Штефи Граф            | 6–1, 6(8)–7, 6–3 |
| Пораз  | 7.  | 05–08–91 | Торонто        | Тврда   | Џенифер Капријати     | 6–2, 6–3         |
| Пораз  | 8.  | 19–08–91 | Вашингтон D.C. | Тврда   | Аранча Санчез Викарио | 6–2, 7–5         |
| Победа | 10. | 11–11–91 | Индијанаполис  | Тврда   | Одра Келер            | 7–6(1), 6–2      |
| Пораз  | 9.  | 01–11–93 | Квебек         | Тврда   | Натали Тозија         | 6–4, 6–1         |
| Победа | 11. | 31–10–94 | Квебек         | Тепих   | Бренда Шулц           | 6–3, 6–3         |

### ВТА финала у паровима (2–8)
| Легенда: Пре 1988.    | Легенда:Од 1988.   |
| --------------------- | ------------------ |
| Гренд слем (0/0)      |                    |
| ВТА шампионат (0/0)   |                    |
| Вирџинија Слимс (1/2) | Тијер I (0/1)      |
| Вирџинија Слимс (1/2) | Тијер II (1/0)     |
| Вирџинија Слимс (1/2) | Тијер III (0/1)    |
| Вирџинија Слимс (1/2) | Тијер IV и V (0/3) |

| Исход  | #  | Датум    | Турнир        | Подлога | Партнерка        | Противнице                         | Резултат         |
| Победа | 1. | 22–07–85 | Индијанаполис | Тврда   | Мануела Малејева | Пени Барг Мегер Пола Смит          | 7–5, 6–3         |
| Пораз  | 1. | 08–09–86 | Токио         | Тепих   | Мануела Малејева | Штефи Граф Бетина Бунг             | 6–1, 6–7(7), 6–2 |
| Пораз  | 2. | 14–09–87 | Токио         | Тепих   | Мануела Малејева | Ен Вајт Робин Вајт                 | 6–1, 6–2         |
| Пораз  | 3. | 11–07–88 | Брисел        | Шљака   | Рафаела Ређи     | Мерседес Пас Тина Шевер-Ларсен     | 7–6(3), 6–1      |
| Пораз  | 4. | 08–08–88 | Софија        | Тврда   | Сабрина Голеш    | Барбара Паулус Кончита Мартинез    | 1–6, 6–1, 6–4    |
| Пораз  | 5. | 24–07–89 | Боштад        | Шљака   | Сабрина Голеш    | Мерседес Пас Тина Шевер-Ларсен     | 6–2, 7–5         |
| Победа | 2. | 03–02–92 | Есен          | Тепих   | Барбара Ритнер   | Сабина Апелман Клаудија Порвик     | 7–5, 6–3         |
| Пораз  | 6. | 05–05–92 | Рим           | Шљака   | Барбара Ритнер   | Моника Селеш Хелена Сукова         | 6–1, 6–2         |
| Пораз  | 7. | 01–11–93 | Квебек        | Тврда   | Натали Тозија    | Катрина Адамс Манон Болеграф       | 6–4, 6–4         |
| Пораз  | 8. | 29–08–94 | Њујорк Сити   | Тврда   | Робин Вајт       | Јана Новотна Аранча Санчез Викарио | 6–3, 6–3         |